# Запилювач (заказник)
Запилювач — ентомологічний заказник місцевого значення. Об'єкт розташований на території Ізюмського району Харківської області, село Мала Комишуваха.
Площа — 5 га, статус отриманий у 1984 році.
Охороняється лучно-степова ділянка в урочищі «Липовий яр» з типчаково-різнотравними угрупованнями, що підтримують існування комах, пов'язаних з луками і степами. Трапляються види, занесені до Червоної книги України: дибка степова, богомол звичайний, сколія степова, рофітоїдес сірий, мелітурга булавовуса, а також запилювачі сільськогосподарських культур та ентомофаги.